# Ross Cox
Ross Cox (geb. 1793 in Dublin; gest. 1853 ebenda) war ein irischer Angestellter der Pacific Fur Company (Pazifische Pelzkompanie) und der North West Company, der später über seine Erfahrungen schrieb. Nach seiner Rückkehr nach Dublin wurde er irischer Korrespondent des Londoner Morning Herald und Angestellter im Dubliner Polizeibüro.

## Adventures on the Columbia River
Im Jahr 1811 segelte Ross Cox von New York um das Horn nach Hawaii und den Columbia River hinauf. Er lebte sechs Jahre lang am Columbia River und in den umliegenden Gebieten. Er gilt nicht als Held, aber als Überlebenskünstler und scharfer Beobachter.
Mit seinem Adventures on the Columbia River (Abenteuer am Columbia-Fluss), erschienen 1831 in London und 1832 in New York (Abenteuer am Columbia River, einschließlich der Schilderung eines sechsjährigen Aufenthalts auf der Westseite der Rocky Mountains unter verschiedenen, bisher unbekannten Indianerstämmen: zusammen mit einer Reise über den amerikanischen Kontinent) schrieb er einen der besten Berichte aus erster Hand über das Leben eines Pelzhändlers. Diese Erzählung „voller Abenteuer, Geschichte und Charakter“ (Field) schilderte Cox’ Handelsunternehmungen und die Rivalität zwischen der Hudson’s Bay und der North West Company. Es gilt neben den Berichten von Alexander Ross und Gabriel Franchère und Washington Irvings fiktionalisiertem Astoria als Schlüsselquelle für den frühen Handel in der Region.